# Pteronymia afrania
Pteronymia afrania är en fjärilsart som beskrevs av Carl Heinrich Hopffer 1874. Pteronymia afrania ingår i släktet Pteronymia och familjen praktfjärilar. Inga underarter finns listade.